# Torridonian Supergroup
Die Torridonian Supergroup ist eine Abfolge überwiegend kontinentaler, sandiger und toniger Sedimente des Mesoproterozoikums und Neoproterozoikums in den Northwest Highlands von Schottland. Sie liegt diskordant auf den Gneisen des Lewisian (Archaikum bis Paläoproterozoikum). Ihr Vorkommen ist auf das Hebriden-Terran beschränkt.

## Etymologie und Typlokalität
Die Torridonian Supergroup wurde nach dem Loch Torridon benannt, an dessen oberen Abschnitt sie besonders gut aufgeschlossen ist. Die Bezeichnung Torridon Sandstone für einen Teilabschnitt der Supergroup wurde erstmals von James Nicol verwendet.

## Vorkommen

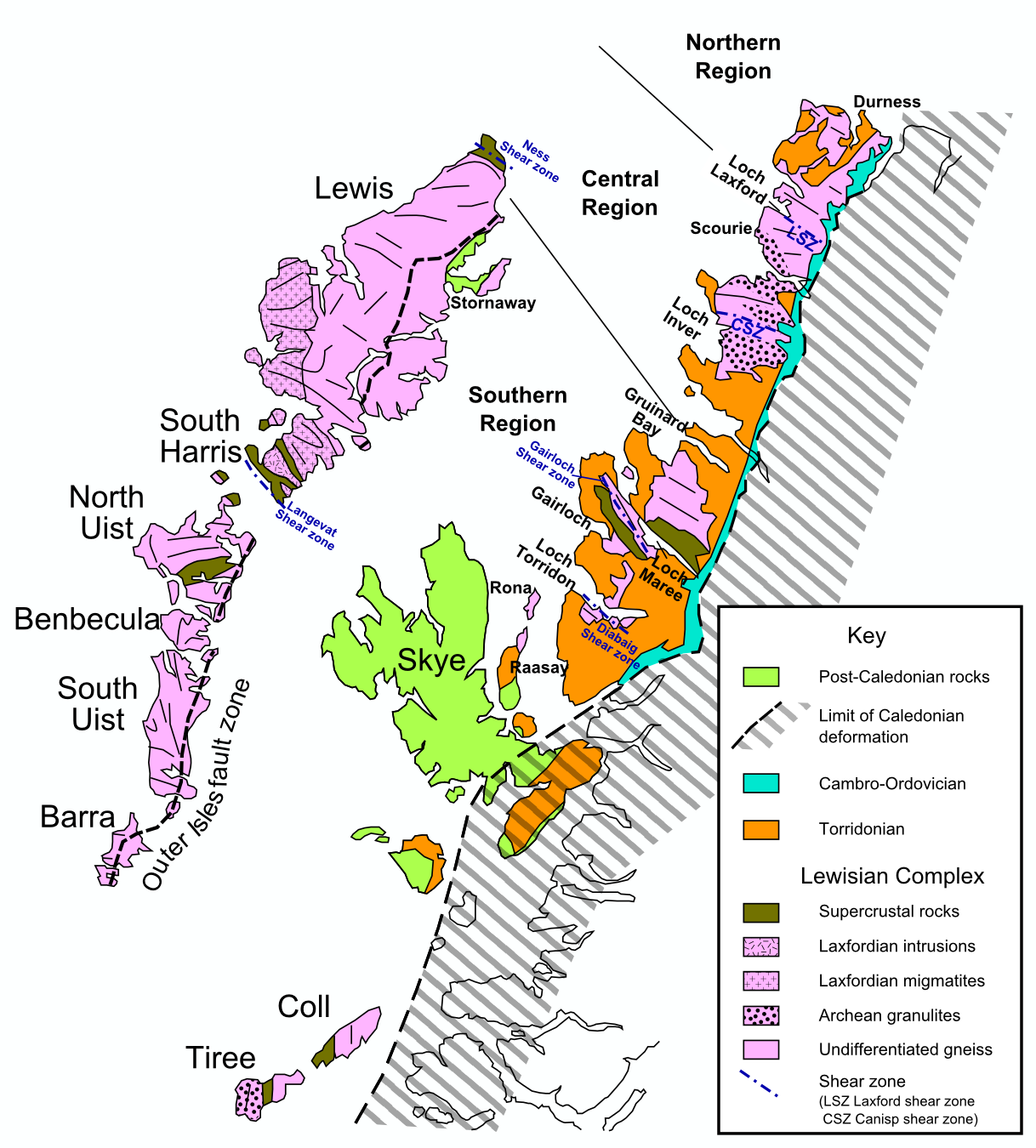
Geologische Karte des Hebridean Terrane mit der Torridonian Supergroup

Die Torridonian Supergroup erstreckt sich in einem maximal 20 Kilometer breiten und rund 200 Kilometer langen Gürtel in Nordnordost-Südsüdwest-Richtung vom Cape Wrath bis zur Spitze der Sleat-Halbinsel von Skye. Sie durchquert Caithness, Sutherland, Ross and Cromarty und Skye and Lochalsh. Die isolierten Berggipfel des Canisp, Quinag und Suilven im Gebiet des Loch Assynt, des Slioch in der Nähe von Loch Maree und andere Gipfel werden von ihr aufgebaut. Die Supergroup erfährt ihre maximale Ausbildung in den Distrikten von Applecross, Gairloch und Torridon. Auch auf einigen Inseln ist sie zugegen, so z. B. auf Scalpay, das fast vollständig von ihr eingenommen wird, auf Rùm, Raasay, Soay und auf den Crowlin Islands. Selbst noch auf dem Meeresboden in der Sea of the Hebrides kann sie angetroffen werden, sie überlagert hier Gneise des Lewisian.

## Gesteine

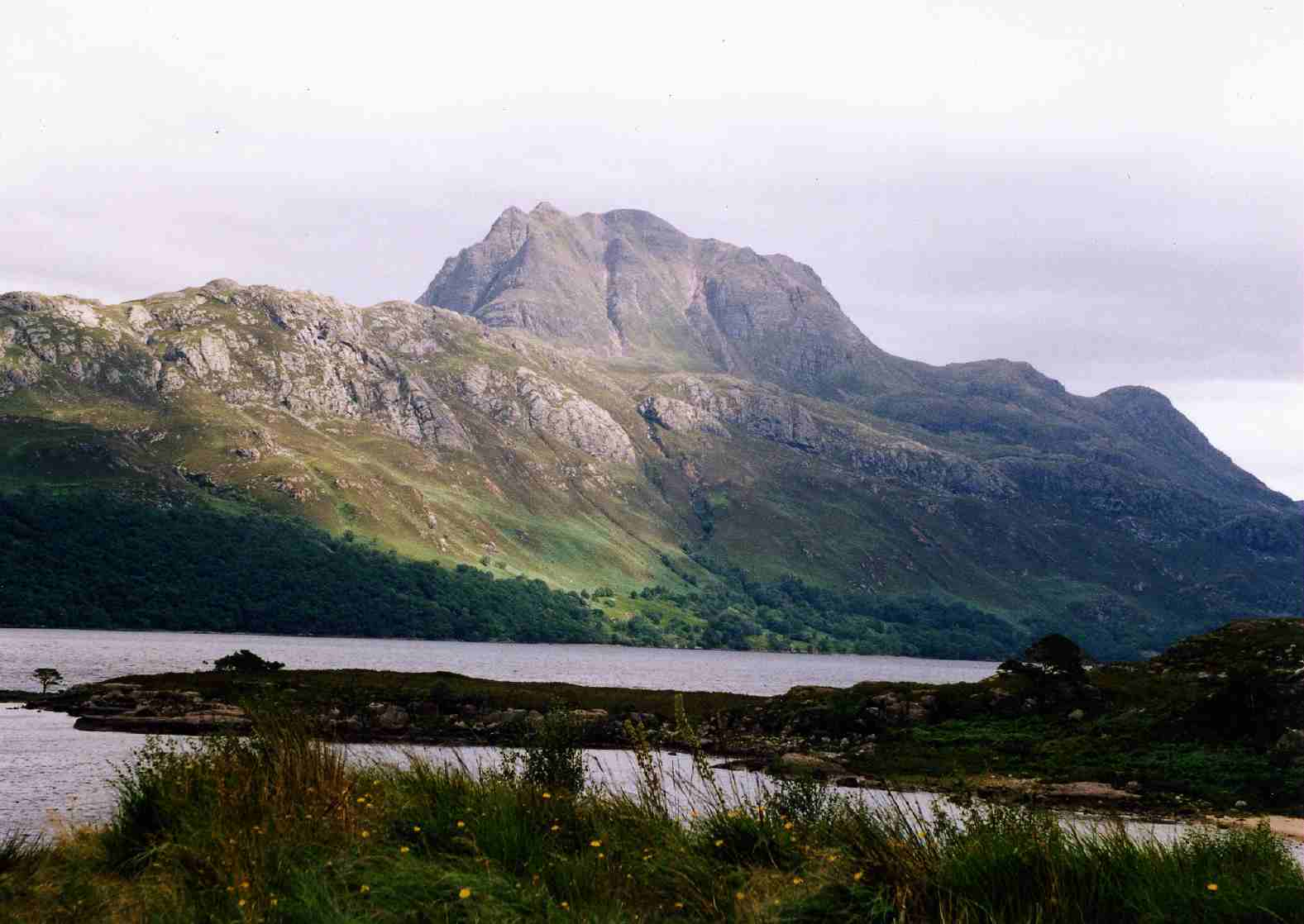
Der Slioch, gesehen vom Loch Maree. Der Berggipfel besteht aus der Torridonian Supergroup und sitzt oberhalb einer Erosionsdiskordanz den Gneisen des Lewisian auf.

Die Gesteine der Torridonian Supergroup werden vorwiegend aus roten und braunen Sandsteinen, Arkosen und Schiefertonen aufgebaut. Die Gesamtmächtigkeit der Supergroup kann bis zu 11.000 Meter erreichen. An ihrer Basis treten örtlich Konglomerate auf, deren Komponenten aus den unterlagernden Gneisen des Lewisian bestehen. Die Hauptmasse der Sedimente ist jedoch aus Gesteinen hervorgegangen, die jetzt nirgendwo mehr aufgeschlossen sind. Die Schichtenabfolge der Supergroup liegt oberhalb der unebenen Erosionsdiskordanz mehr oder weniger horizontal oder weist einen nur sehr geringen Einfallswinkel auf. Im Hangenden der Supergroup folgen weiße, zirka 500 Millionen Jahre alte Quarzite des Kambriums, die wie beispielsweise am Beinn Eighe weithin erkennbare, markante Gipfelaufbauten bilden können (Eriboll-Sandstone-Formation). Manche der Quarzite enthalten fossilisierte Wurmbauten (Skolithos und Monocraterion) und werden dann als pipe rock bezeichnet.
Die aus der Torridonian Supergroup gebildete Landschaft wurde in den letzten Eiszeiten des Pleistozäns durch die Wirkung von Wasser und Eis stark überprägt und zu einer Erosionsfläche reduziert.

## Stratigraphie
An der Basis der Torridonian Supergroup befindet sich die Stoer Group, die von der überlagernden Sleat Group und der anschließenden Torridon Group durch eine Winkeldiskordanz abgetrennt wird. Paläomagnetische Messungen haben ergeben, dass diese Winkeldiskordanz einer ausgeprägten Schichtlücke entspricht.

### Stoer Group

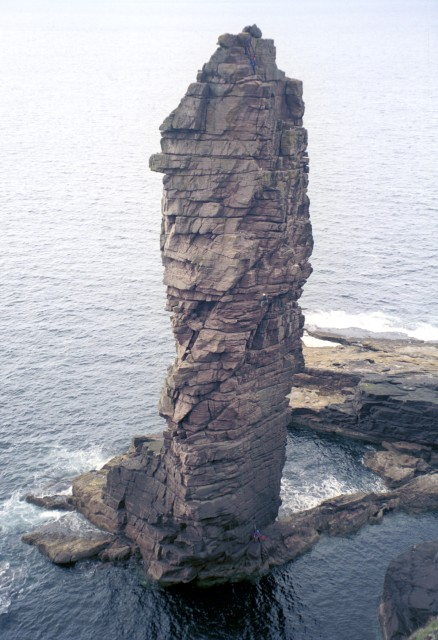
Dickbankige Sandsteine der Stoer Group bilden den Old Man of Stoer

Die mehr als 2300 Meter mächtig werdende und mit 20 bis 25° nach Westen einfallende Stoer Group ist auf der Stoer-Halbinsel in der Nähe von Assynt in Sutherland aufgeschlossen. Sie setzt sich aus drei Formationen (vom Hangenden zum Liegenden) wie folgt zusammen:
- Meall-Dearg-Formation
- Bay-of-Stoer-Formation
- Clachtoll-Formation

#### Clachtoll-Formation
Die durchschnittlich rund 350 Meter mächtige Clachtoll-Formation bildet die Basis der Torridonian Supergroup und baut sich aus Fanglomerat-Brekzien auf, deren zum Teil sehr große Klasten hauptsächlich aus Gneisen des Lewisian bestehen. Die Gneisklasten zeigen gelegentlich Anzeichen von Verwitterung. Die Brekzien wurden in ein Paläorelief geschüttet, dessen Denivellation stellenweise bis zu 300 Meter betragen kann. Weiter zum Hangenden folgen dann schräggeschichtete Sandsteine (mit Trog-Schrägschichtung), die als Ablagerungen eines mäandrierenden Flusssystems gedeutet werden.

#### Bay-of-Stoer-Formation
Die durchschnittlich 300 Meter mächtige Bay-of-Stoer-Formation besteht in ihrem unteren Abschnitt aus roten Sandsteinen mit Trog-Schrägschichtung, wobei örtlich auch Gerölle vorliegen können. Der untere Abschnitt wird ebenfalls als Ablagerungen eines mäandrierenden Flusssystems, jedoch mit Schüttungsrichtung nach Ost, interpretiert. Die obersten 100 Meter werden aus dem Stac-Fada-Member, das nur 10 Meter an Mächtigkeit erreicht, und dem Poll-a’Mhuilt-Member aufgebaut. Das geringmächtige Stac-Fada-Member ist ein charakteristischer Horizont, dessen Ursprung umstritten ist. Faziell tritt er als toniger Sandstein auf, dessen Klasten bis zu 30 % aus blasigem, vulkanischen Glas bestehen. Meistens wird er als vulkanischer Schlamm- oder Aschenstrom gedeutet. Der Fund von geschocktem Quarz und Biotit legt jedoch eine Interpretation als proximale Auswurfdecke eines Meteoriteneinschlages nahe. Das abschließende Poll-a’Mhuilt-Member ist eine relative dünne Abfolge von Silt- und feinkörnigen Sandsteinen, die mit tonigen Sandsteinen wechsellagern. Diese Sedimente werden als Ablagerungen in einem verlandenden See angesehen.

#### Meall-Dearg-Formation
Die Meall-Dearg-Formation ist dem unteren Abschnitt der Bay-of-Stoer-Formation sehr ähnlich, zeigt aber planare Schrägschichtung und dürfte in einer weiten Alluvialebene in breiten Mäandern von geringem Gefälle abgesetzt worden sein. Die generelle Schüttungsrichtung war nach Westnordwest. Die Obergrenze der Meall-Dearg-Formation und damit der Stoer-Gruppe ist auf dem Festland nirgendwo aufgeschlossen.

### Sleat Group
Die 3500 Meter mächtige Sleat Group steht auf der Sleat-Halbinsel im Süden Skyes an. Sie wird zwar konform von der Torridon Group überlagert, der Kontakt dürfte aber dennoch eine Diskordanz darstellen. Eventuelle Kontakte mit der unterlagernden Stoer Group sind nirgendwo einzusehen. Generell wird angenommen, dass die Sleat Group jünger als die Stoer Group ist. Es wird aber auch die Ansicht vertreten, dass sie in einem Nebenbecken und mit zeitlicher Überschneidung zur Stoer Group abgelagert wurde. Die Sleat Group ist in die Kishorn-Decke integriert und ist schwach metamorphosiert. Als Teil der Überschiebungsfront der Kaledoniden liegt sie in Grünschieferfazies vor. Diese Tatsache gestaltet Korrelationen mit anderen Formationen der Torridonian Supergroup als sehr schwierig. Die kontinentale Abfolge der Sleat Group wird vorwiegend aus groben, Feldspat-reichen Sandsteinen (Arkosen) fluvialen Ursprungs aufgebaut. Untergeordnet treten auch graue, sowie schwarze, Phosphat-reiche Tonschiefer lakustrinen Ursprungs auf. Die Schüttung der Sedimente erfolgte generell von Westen. Die Sedimentklasten sind vorwiegend vulkanischen Ursprungs und stammen vorwiegend aus Rhyolithporphyren und Rhyodaciten.
Die Sleat Group setzt sich aus vier Formationen (vom Hangenden zum Liegenden) wie folgt zusammen:
- Kinloch-Formation
- Beinn-na-Seamraig-Formation
- Loch-na-Dal-Formation
- Rubha-Guail-Formation

#### Rubha-Guail-Formation
Die Diskordanz an der Basis der Sleat Group bzw. der Rubha-Guail-Formation ist auf Skye nicht zu beobachten. In Kyle of Lochalsh jedoch beginnt die Abfolge oberhalb der Diskordanz mit Brekzien, deren Klasten aus unterlagernden Gneisen des Lewisian stammen. Die Denivellation an der Diskordanz zum Grundgebirge beträgt hier mehrere hundert Meter. Die restliche Rubha-Guail-Formation wird aus groben, grünen Sandsteinen mit Trog-Schrägschichtung aufgebaut. Die grüne Farbe geht auf ihre Mineralführung an Epidot und Chlorit zurück. Zwischen die groben Sandsteine lagern sich feine Sandsteine und Siltsteine mit Schrumpfungsrissen. Diese Einlagerungen werden zum Hangenden immer häufiger. Generell ist in der Rubha-Guail-Formation eine Korngrößenverringerung in Richtung des Hangenden zu bemerken. Dieser Trend setzt sich dann in der auflagernden Loch-na-Dal-Formation fort.

#### Loch-na-Dal-Formation
Der untere, etwa 200 Meter mächtige Abschnitt der Loch-na-Dal-Formation besteht aus dunkelgrauen Siltsteinen, die oft phosphatisch ausgebildet sein können. Gelegentlich schalten sich auch grobe bis sehr grobe Sandsteinlagen ein. Diese Sedimente werden als das maximale Ausdehnungsstadium eines Sees gedeutet. Der obere Abschnitt der Formation führt grobe, manchmal auch Gerölle enthaltende Sandsteine mit Trog-Schrägschichtung. Es dürfte sich hierbei um eine Folge von Deltaschüttungen in einen ehemaligen See handeln.

#### Beinn-na-Seamraig-Formation
Die Beinn-na-Seamraig-Formation wird aus groben, schräggeschichteten Sandsteinen aufgebaut. Charakteristisch für die Sandsteine ist ihre verformte Schichtung (engl. contorted bedding).

#### Kinloch-Formation
Die Kinloch-Formation ist in ihrem Charakter der unterlagernden Beinn-na-Seamraig-Formation sehr ähnlich. Die Sandsteine sind jedoch generell etwas feinkörniger und besitzen eine besser entwickelte Feinschichtung driftender Rippel (engl. ripple-drift lamination). Die Sedimente der Kinloch-Formation sind zyklisch aufgebaut. Die 25 bis 35 Meter mächtigen Zyklen werden zum Hangenden feinkörniger, jeder individuelle Zyklus endet mit Schiefertonen.
Ob es sich bei der Obergrenze der Kinloch-Formation zur überlagernden Applecross-Formation um eine Diskordanz oder einen konkordanten Übergang handelt, ist nach wie vor umstritten. Für konkordante Verhältnisse sprechen Verzahnungen zwischen Schiefertonen der Kinloch-Formation und Sandsteinen der Applecross-Formation. Weiterhin sind oberhalb des Kontakts keine Sandsteinklasten mehr vorhanden und die Magnetisierung der Gesteine zeigt keine Veränderung.
Es ändert sich aber der Grad der Albitisierung oberhalb des Kontakts sehr deutlich, wobei die Gesteine der Sleat Group nur teilweise, die der Applecross-Formation jedoch vollständig albitisiert sind. Ferner gibt es, meistens nur schlecht aufgeschlossene Hinweise auf eine Änderung des Einfallwinkels im Kontaktbereich, die eine Diskordanz andeuten.

### Torridon Group

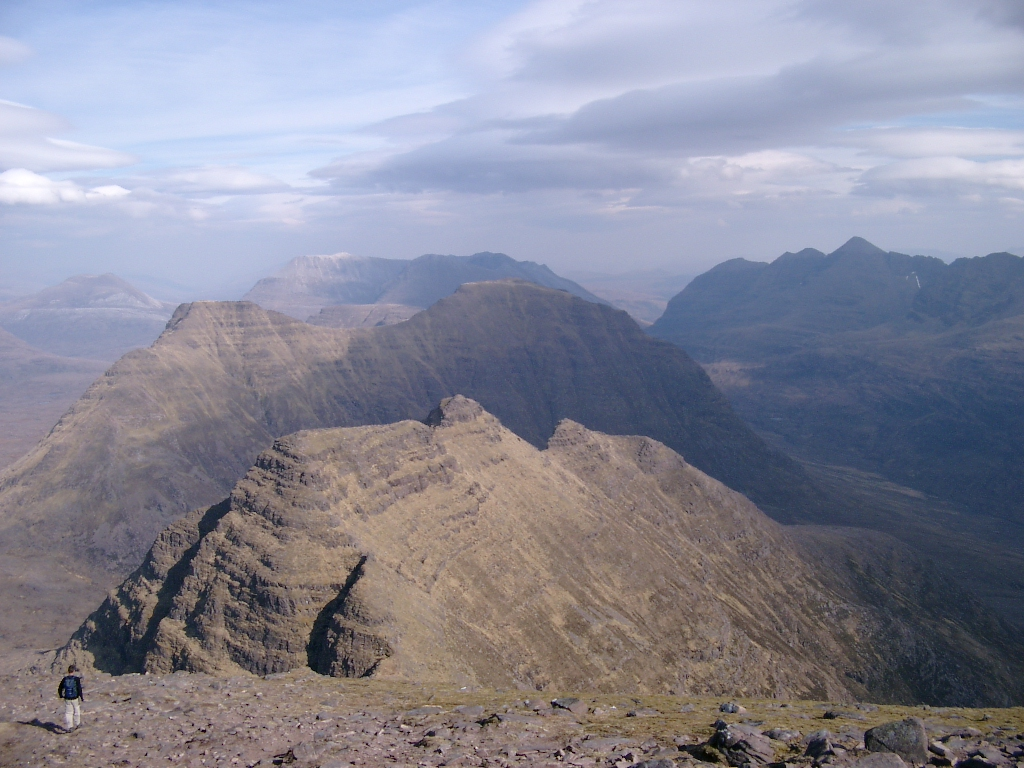
Die flachliegenden Sandsteine der Torridon Group bilden die Hörner des Beinn Alligin

Die 5000 bis 6000 Meter mächtige Torridon Group wurde in eine unebene Topographie geschüttet, mit einem Höhenunterschied, der örtlich (beispielsweise am Loch Maree) bis zu 600 Meter betragen kann. Sie greift erosiv in den Untergrund, wodurch sie winkeldiskordant über der Stoer Group und gelegentlich selbst über dem Grundgebirge des Lewisian zu liegen kommt. Ihre Sedimente setzen sich hauptsächlich aus roten, groben Arkosesandsteinen fluviatilen Ursprungs zusammen. Innerhalb der Torridon Group selbst dürfte auch eine deutliche Diskordanz zwischen der basalen Diabaig-Formation und der überlagernden Applecross-Formation vorliegen.
Die Geochemie der Sedimente spricht für feuchte, subtropische Ablagerungsbedingungen, angedeutet durch das Vorwiegen fluviatiler Sedimente und das vollständige Fehlen von Caliche, Evaporiten oder äolischen Sedimenten. Dies steht im Einklang mit paläomagnetischen Messungen, die Paläobreiten von 30 bis 40° Nord ergaben.
Die Torridon Group wird aus vier Formationen (vom Hangenden zum Liegenden) wie folgt aufgebaut:
- Cailleach-Head-Formation
- Aultbea-Formation
- Applecross-Formation
- Diabaig-Formation

#### Diabaig-Formation
Der unterste Abschnitt der 600 Meter mächtigen Diabaig-Formation besteht aus basalen, roten Brekzien, deren Klasten aus dem unterlagernden Lewisian stammen. Die Brekzien sind am mächtigsten in Paläotälern und gehen zum Hangenden und seitwärts in tafelförmige, graue Sandsteine über.
Diese örtlich in Flusstalfazies ausgebildeten Sandsteine verzahnen sich mit grauen Schiefertonen, die ihrerseits wiederum dünne, feinkörnige, Rippel-führende Sandsteinlagen enthalten. Die Schiefertone werden von Austrocknungsrissen, die von überlagernden Sandsteinlagen verfüllt werden, durchzogen.
Im oberen Abschnitt der Diabaig-Formation erscheinen erstmals massive Sandsteinlagen mit deutlicher Unterkante, die zum Hangenden immer häufiger und mächtiger werden. Driftende Rippel-Schichtung an der Oberkante der Sandsteinbänke deutet auf ostwärts gerichteten Transport. Diese Abfolge wird als alluviale Fächer gedeutet, die das bestehende Profil allmählich ausfüllten und sich in zeitweilige Seen vorbauten. Die massiven Lagen werden als See-Turbidite interpretiert.

#### Applecross-Formation
Die aus Nordwesten geschüttete, grobklastische, 3000 bis 3500 Meter mächtige Applecross-Formation beendete jäh die lakustrine Diabaig-Sedimentation. Es handelt sich hierbei vorwiegend um fluviatile Arkosesandsteine, die in einer weiten Schwemmebene von zopfartig verwobenen Flussläufen abgelagert wurden. Die groben, schräggeschichteten Arkosesandsteine besitzen sowohl Trog- als auch ebene Schrägschichtung, wobei die Tröge den bereits angegebenen Richtungssinn ergeben. Sie zeichnen sich ferner durch eine charakteristische Geröllfraktion aus, die sich aus Jaspis- und Porphyrklasten zusammensetzt. Die meisten Sandsteinlagen besitzen Verformungen, die im unverfestigten Zustand angelegt wurden und möglicherweise auf seismisch verursachte Liquefaktion des Sediments hindeuten.
Im obersten Abschnitt der Applecross-Formation wird die Sandsteinsedimentation feinkörniger und leitet zur auflagernden Aultbea-Formation über.
Am Cape Wrath zeigt der untere Abschnitt der Formation ausfächernde Strömungsrichtungen, die durch einen riesigen Alluvialfächer (mit einem Radius von ungefähr 40 Kilometer) erklärt werden. Sein Öffnungspunkt lag in der Nähe der Minch Fault und sein Einzugsgebiet wurde mit 10.000 Quadratkilometer berechnet.

#### Aultbea-Formation

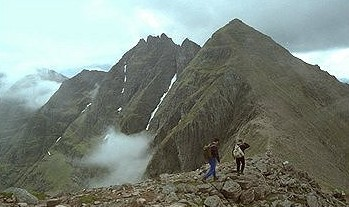
Sgurr Fiona und die Corrag-Bhuide-Spitzen am An Teallach

Die 1500 bis 2000 Meter mächtige Aultbea-Formation ist der Applecross-Formation recht ähnlich, sie ist aber generell feinkörniger (fein- bis mittelkörnig) und führt auch kaum Gerölle. Auch sie besitzt Verformungen des unverfestigten Sediments. Zum Hangenden werden die Korngrößen der Sandsteine immer feiner. Kohärente Strömungsfächer finden sich erneut am Cape Wrath und deuten auf ein Bajada-Ablagerungsmilieu hin, in dem sich mehrere Fächer vereinigten und in ein Zopfstromsystem übergingen.

#### Cailleach-Head-Formation
Die etwa 800 Meter mächtige Cailleach-Head-Formation ähnelt der Aultbea-Formation, ist jedoch erneut deutlich feinkörniger. Die Formation ist zyklisch organisiert (Zyklotheme). Die 22 Meter mächtigen Zyklen haben eine Erosionsfläche an ihrer Basis, sodann dunkelgraue Schiefertone mit Schrumpfungsrissen, Sandsteine mit planarer Schrägschichtung und abschließenden Wellenrippeln, sowie schließlich glimmerhaltige Sandsteine mit Trog-Schrägschichtung. Die Zyklen werden als wiederholt in einen See progradierende Deltasedimente angesehen. Fehlende Evaporitminerale geben zu erkennen, dass das See-Environment einen ständigen Abfluss hatte und damit gut durchlüftet war.
Bemerkenswert für die Cailleach-Head-Formation ist der Fund von Acritarchen durch Teall im Jahr 1907. Dies waren die ersten wissenschaftlich beschriebenen Fossilien aus dem Präkambrium Großbritanniens.

## Datierung

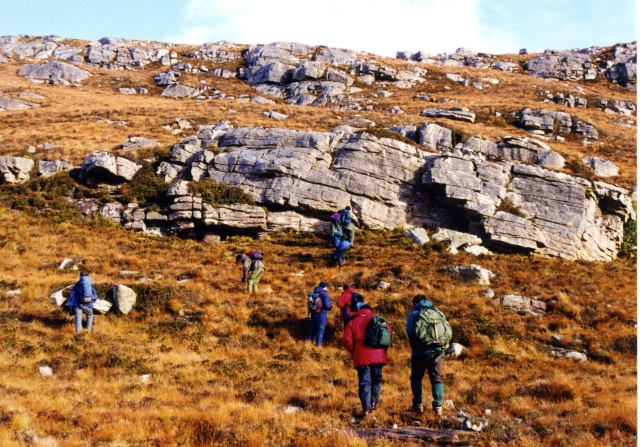
Winkeldiskordanz („unconformity“) zwischen schwach einfallenden Quarziten des Kambriums und flachliegender Torridonian Supergroup am Quinag

Das Maximalalter der Torridonian Supergroup kann anhand der letzten tektonischen bzw. metamorphen Bewegungen im Grundgebirge des Lewisian, deren Alter sich alle auf den Zeitraum 1200 bis 1100 Millionen Jahre BP konzentrieren (Stenium), eingeschränkt werden. Das Minimalalter ergibt sich aus dem Alter des diskordant aufliegenden Quarzits des Kambriums, der mit 544 Millionen Jahren BP datiert wurde.
Radiometrische Alter der Torridonian Supergroup ergaben 1200 Millionen Jahre BP für die Stoer Group und 1000 bis 950 Millionen Jahre BP für den unteren Abschnitt der Torridon Group. Zwischen der Ablagerung der beiden Gruppen klafft somit eine zeitliche Lücke von mindestens 200 Millionen Jahren. Zu dem gleichen Ergebnis kommen auch paläomagnetische Messungen.
Zirkonalter können ebenfalls dazu beitragen, die fraglichen Altersbestimmungen weiter einzuschränken. Die Stoer Group und der untere Abschnitt der Sleat Group besitzen Zirkonalter, die vorwiegend von Gneisen des Scourian und zu einem geringeren Teil von Gneisen des Laxfordian stammen und die alle älter als 1700 Millionen Jahre sind. Der obere Abschnitt der Sleat Group besitzt überwiegend Alter der Laxford-Orogenese (um 1700 Millionen Jahre BP), archaische Alter sind so gut wie nicht mehr vorhanden. Die Untergrenze der angetroffenen Zirkonalter liegt bei 1200 Millionen Jahren BP. In der Diabaig-Formation erscheint ein Altercluster bei 1100 Millionen Jahren BP, dem Zeitpunkt der Grenville-Orogenese. In der Applecross-Formation und in der Aultbea-Formation treten ebenfalls Grenville-Alter auf, aber auch Alter, die etwas unterhalb 1000 Millionen Jahren liegen. Daraus folgt, dass die Stoer Group und die Sleat Group noch vor der Grenville-Orogenese, d. h. vor 1200 Millionen Jahren BP abgelagert wurden, die Diabaig-Formation an der Basis der Torridon Group jedoch nach der Gebirgsbildung (nach 1090 Millionen Jahren BP). Die jüngeren Abschnitte der Torridon Group wurden erst nach 1060 Millionen Jahren BP sedimentiert.
Eine recht präzise Direktdatierung konnte an autigenen Feldspäten des Stac-Fada-Member der Stoer Group mit 1177 ± 5 Millionen Jahren BP vorgenommen werden, welche unmittelbar nach Platznahme der Auswurfdecke zu wachsen begannen.

## Tektonische Stellung
Die tektonische Stellung der Torridonian Supergroup ist nach wie vor umstritten. Veränderungen in Mächtigkeit und Lithologie sprechen dafür, dass die Supergroup in einem Rift zur Ablagerung kam.
Reflexionsseismische Messungen im Minch legen nahe, dass die Minch Fault während der Sedimentation der Supergroup ständig in Bewegung war. Dies ist in guter Übereinstimmung mit der generell westlichen Provenanz der Gerölle der Applecross-Formation, welche eine sich laufend erneuernde Sedimentquelle in dieser Richtung vermuten lassen.
Obwohl der Rift-Charakter der Sedimente der Stoer Group und der Sleat Group offensichtlich allgemein anerkannt wird, so wird in neueren Arbeiten dennoch zu denken gegeben, dass Ausmaß und Kontinuität der Torridon Group, insbesondere der Applecross- und der Aultbea-Formation, wohl eher für die Ablagerung in einem Molassebecken der Grenville-Orogenese sprechen dürfte.